# Rudy Scholz
Pour les articles homonymes, voir Scholz.

a Compétitions nationales et continentales officielles uniquement.

b Matchs officiels uniquement.
Dernière mise à jour le 14 mai 2012.
Rudolph John Scholz dit Rudy Scholz, né le 17 juin 1896 à Kewanee dans l'Illinois et mort le 9 décembre 1981 à Palo Alto en Californie, est un joueur américain de rugby à XV évoluant au poste de demi de mêlée, de demi d'ouverture ou d'ailier. Il est double champion olympique avec l'équipe des États-Unis de rugby à XV en 1920 et aux 1924.

## Biographie
Né à Kewanee dans l'Illinois, Rudy Scholz est d'origine allemande. Ses parents, Rudolph John Scholz et Catherine Bayer sont tous deux nés en Allemagne. En 1901 et 1902, il passe deux années en Allemagne avec ses parents avant de revenir en Californie où il fait ses études à l'Université de Santa Clara. Il y pratique le basket-ball et le rugby à XV au sein des Broncos de Santa Clara. Il joue son premier match de rugby avec l'équipe de universitaire en 1913 au poste de demi de mêlée. En 1920, il fait partie de l'équipe olympique américaine qui part en Europe pour disputer les Jeux olympiques à Anvers. Il remporte la médaille d'or avec l'équipe de rugby qui bat l'équipe de France sur le score de 8 à 0 dans l'unique match de la compétition. Un mois après le titre olympique, il dispute un test match contre les Français, cette fois perdu sur le score de 14 à 5. Quatre ans plus tard, il est membre de l'équipe olympique américaine pour les Jeux olympiques à Paris et décroche de nouveau la médaille d'or grâce aux deux victoires des Américains contre les Roumains 37 à 0 et contre les Français 17 à 3.
Il se marie en janvier 1928 avec Milfred Elizabeth Sophey avec qui il a un fils, Rudolph John Scholz Jr, né le 10 janvier 1929. Il sert dans l'armée américaine lors de la Seconde Guerre mondiale et reçoit une étoile de bronze lors de la Bataille d'Okinawa. Après la guerre, il devient assistant du procureur de district de San Francisco avant de quitter son poste en 1952 et de créer son propre cabinet privé. En 1979, il dispute son dernier match de rugby à l'âge de 83 ans contre les Instonians, une équipe irlandaise. Pour rendre hommage à ses accomplissements sportifs, une journée de célébration – Rudy Scholz Day – est tenue en son honneur à l'université Stanford en 1981 et une récompense lui est remise sur le terrain de rugby. Il meurt le 9 décembre 1981 à Palo Alto à l'âge de 85 ans.

## Palmarès
- Champion olympique de rugby à XV aux Jeux olympiques d'été de 1920 et aux Jeux olympiques d'été de 1924